# Deonna Purrazzo
 Deonna Lynn Purrazzo (Livingston, 10 de junho de 1994) é uma lutadora profissional americana. Ela trabalha atualmente para a All Elite Wrestling (AEW), onde faz parte de The Vendetta ao lado de Taya Valkyrie. Purrazzo é mais conhecida por suas passagens pela Total Nonstop Action Wrestling (TNA) de 2020 a 2023, onde foi três vezes campeã mundial de Knockouts da TNA e também campeã mundial de duplas de Knockouts da TNA. Ela também teve participações na Lucha Libre AAA Worldwide (AAA) de 2021 a 2023 e na Ring of Honor (ROH) de 2015 a 2018, onde conquistou o AAA Reina de Reinas Championship e Campeonato Mundial Feminino da ROH, respectivamente, fazendo dela uma cinco vezes campeã mundial feminina de wrestling profissional.
Purrazzo começou seu treinamento em dezembro de 2012 e, no ano seguinte, iniciou sua carreira em várias promoções independentes, eventualmente aparecendo nas grandes empresas TNA e ROH. Ela também trabalhou para a promoção japonesa World Wonder Ring Stardom de 2017 a 2018. Após fazer várias aparições na WWE a partir de 2014, Purrazzo assinou com a empresa em 2018 e foi designada para sua marca de desenvolvimento, o NXT, mas foi liberada em 2020. Purrazzo então voltou a assinar com a TNA, que havia sido renomeada para Impact Wrestling em 2017, e rapidamente subiu nas fileiras da divisão feminina, além de aparecer na AAA por meio de uma parceria com o Impact. Após deixar o Impact no final de 2023, Purrazzo assinou com a AEW no mesmo mês.

## Início de vida
Deonna Purrazzo nasceu em 10 de junho de 1994, em Livingston, Nova Jérsei. Ela é de ascendência italiana e tem um irmão gêmeo chamado Dominic; Deonna nasceu primeiro. Ela cresceu em Jefferson Township, Nova Jérsei, e frequentou a Jefferson Township High School.

## Carreira na luta livre profissional

### Início de carreira (2012–2016)

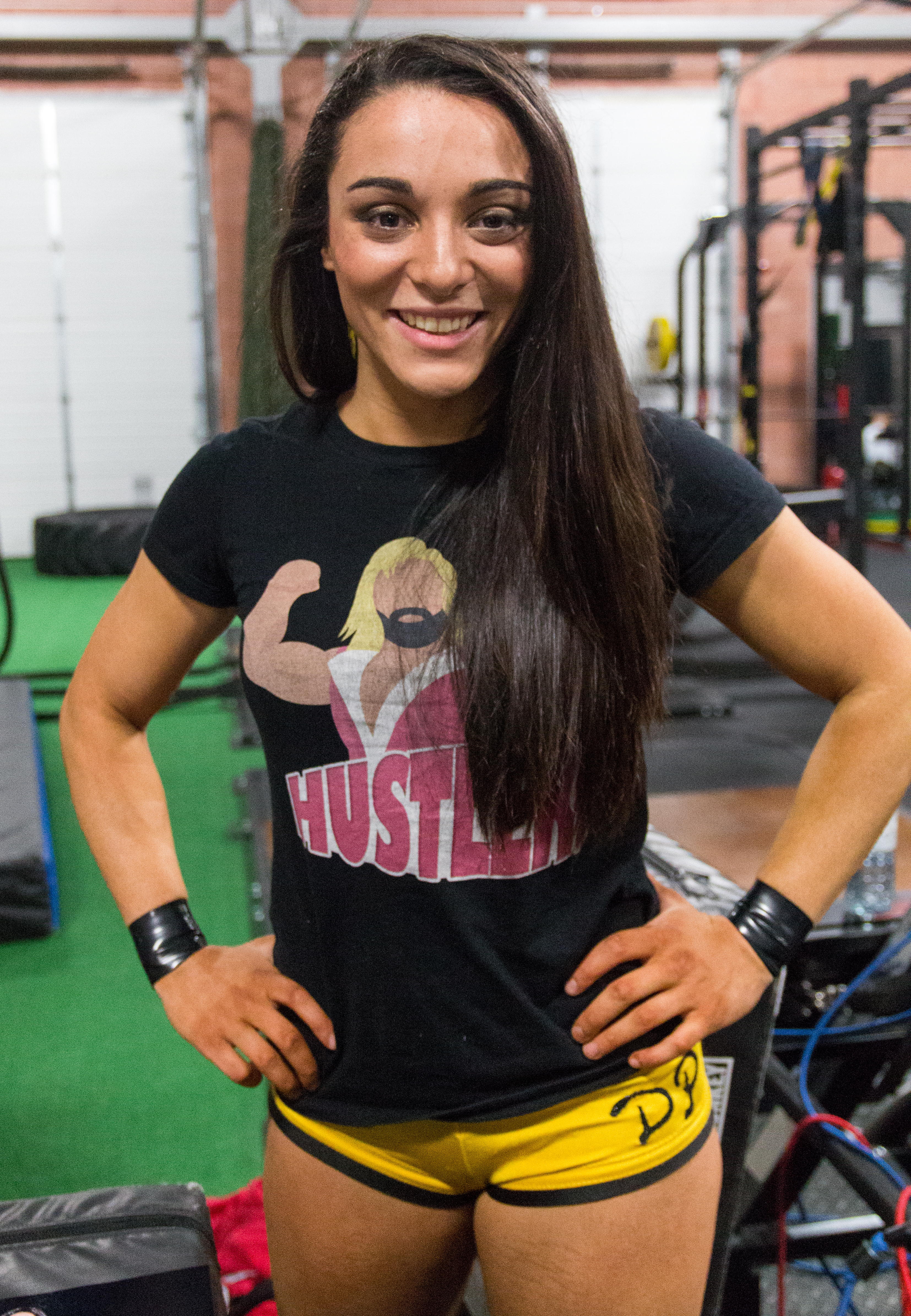
Purrazzo em 2016.

Purrazzo começou seu treinamento na agora extinta D2W Pro Wrestling Academy em dezembro de 2012, depois de ver um anúncio sobre a escola. Ela fez sua estreia no ringue em 2013. Purrazzo deixou a D2W em 2014, junto com seu treinador Damian Adams. Ambos continuaram o treinamento na Team Adams Training Facility no norte de Nova Jérsei. Além disso, Deonna participou de sessões de treinamento adicionais ao lado de Rip Rogers na Ohio Valley Wrestling (OVW) em Louisville, Kentucky.
Em 17 de outubro de 2015, no segundo Torneio Super 8 ChickFight anual da East Coast Wrestling Association (ECWA), Purrazzo venceu o Torneio e conquistou o Campeonato Feminino da ECWA após derrotar Tessa Blanchard na final, marcando a primeira vitória de título na carreira de Purrazzo. Em 22 de outubro de 2016, Purrazzo, ainda como campeã, venceu o terceiro Torneio Super 8 ChickFight ao derrotar Karen Q na final, tornando-se a primeira lutadora na história da ECWA a conquistar o Torneio de forma consecutiva. Em 17 de junho de 2017, Purrazzo desocupou o título após derrotar Karen Q. Em 21 de outubro do mesmo ano, durante o quarto Torneio Super 8 ChickFight, Purrazzo avançou para a final, onde enfrentou Karen e Santana Garrett em uma luta three-way, que foi vencida por Karen.

### Ring of Honor (2015–2018)
Purrazzo é co-creditada por iniciar o "renascimento" da divisão feminina da Ring of Honor (ROH), oficialmente chamada Women of Honor (WOH). Sua estreia na ROH, contra Mandy Leon em Baltimore, Maryland, no 25 de julho de 2015, foi o primeiro combate feminino da ROH em cerca de uma década. Embora tenha perdido a luta, esse combate estabeleceu o tom para o que estava por vir na WOH. Em dezembro de 2015, na 2300 Arena em Filadélfia, Pensilvânia, Purrazzo se uniu a Hania "The Howling Huntress" em uma luta de duplas contra Mandy Leon e Sumie Sakai, mas novamente saiu derrotada. Purrazzo fez uma aparição no Ring of Honor Supercard of Honor X em abril de 2016, onde fez equipe com Amber Gallows em uma luta de duplas contra Solo Darling e Mandy Leon, mas perdeu por submissão. No episódio de 14 de dezembro de 2016 do webseries Women of Honor Wednesday da ROH, Purrazzo retornou para enfrentar Sumie Sakai, conquistando a vitória. Ela fez sua primeira aparição no ROH TV, no episódio exibido em 10 de dezembro de 2016, onde derrotou Candice LeRae.
Em 23 de junho de 2017, no Best in the World, Purrazzo fez dupla com Mandy Leon em uma derrota contra Kris Wolf e Sumie Sakai. Na noite seguinte, durante as gravações de TV, Purrazzo lutou em uma luta three-way contra [[Wendy Choo|Karen Q e Kelly Klein, sofrendo o pin de Karen Q. Nas gravações de 29 de julho (publicadas no YouTube em 6 de setembro), Purrazzo perdeu uma luta individual para Klein, após interferência de Karen Q, que a atacou durante e depois da luta. Em 13 de outubro, no Global Wars: Pittsburgh, Purrazzo se uniu a Leon e Jenny Rose em uma vitória contra Britt Baker, Faye Jackson e Sumie Sakai.
Em 11 de janeiro de 2018, Purrazzo assinou contrato com a ROH.
Purrazzo foi uma das participantes em destaque no torneio pelo ROH Women of Honor Championship, realizado na primavera de 2018. No ROH Manhattan Mayhem 2018, ela venceu ao lado de Tenille Dashwood em uma luta de duplas contra Jenny Rose e Sumie Sakai. Purrazzo avançou para as quartas de final do torneio ao derrotar Holidead, mas foi eliminada por Mayu Iwatani, da World Wonder Ring Stardom.
Purrazzo deixou a ROH em 1º de julho de 2018, tendo sua luta final em uma derrota contra Kelly Klein.

### Total Nonstop Action Wrestling (2014–2017)
Purrazzo fez sua estreia na TNA Wrestling durante as gravações da Total Nonstop Action Wrestling em 10 de maio de 2014, perdendo uma luta individual contra Brooke no Knockouts Knockdown II. Deonna retornou à TNA em 8 de janeiro de 2016, no One Night Only: Live PPV, onde participou de uma luta gauntlet para definir a desafiante número um, sendo eliminada por Awesome Kong. Ela fez sua terceira aparição em 17 de março de 2016, no Knockouts Knockdown IV, onde perdeu para Madison Rayne. No episódio de 19 de janeiro de 2017 do Impact Wrestling, Purrazzo enfrentou Brooke em mais uma derrota. Ela também participou de uma luta no Xplosion, onde perdeu para Laurel Van Ness.

### World Wonder Ring Stardom (2017–2018)

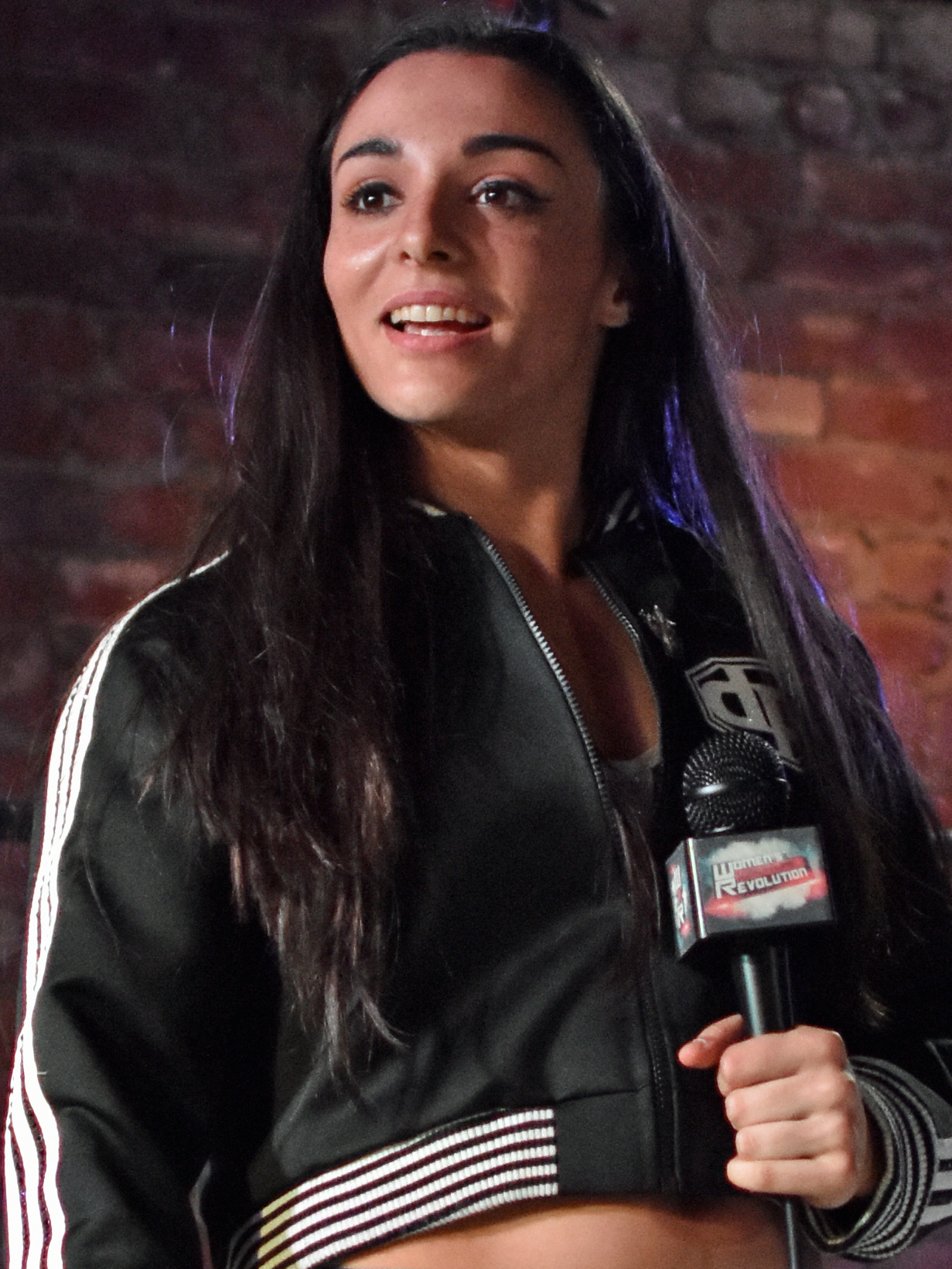
Purrazzo em 2018.

Purrazzo fez sua estreia na World Wonder Ring Stardom em 29 de janeiro de 2017. Ela se uniu a Christi Jaynes e Shayna Baszler em uma luta de trios, onde derrotaram Oedo Tai (Kagetsu, Kris Wolf e Viper).
Em 4 de fevereiro, Purrazzo se uniu novamente a Baszler e Jaynes em mais uma vitória contra Arisu Nanase, Jungle Kyona e Natsuko Tora. Em 11 de fevereiro, Purrazzo e Baszler derrotaram Queen's Quest (HZK e Io Shirai) e a dupla de Toni Storm e Zoe Lucas em uma luta three-way de duplas. Em 18 de fevereiro, Purrazzo fez equipe com Baszler e Jaynes para vencer AZM, HZK e Shirai em uma luta de trios. Em 23 de fevereiro, Purrazzo desafiou Storm pelo SWA World Championship, mas não teve sucesso.
Purrazzo retornou à Stardom em 3 de junho de 2018, onde fez equipe com Zoe Lucas e Toni Storm em uma derrota contra Io Shirai, Konami e Momo Watanabe. Em 23 de junho, Purrazzo desafiou Watanabe pelo Wonder of Stardom Championship, mas não teve sucesso.

### WWE (2014–2020)

#### Aparições iniciais (2014–2017)
Em 2014, Purrazzo começou a trabalhar como talento extra para a WWE, aparecendo em várias cenas com Adam Rose como uma "Rosebud".
Ela apareceu no episódio de 11 de novembro de 2015 do NXT, onde foi derrotada por Nia Jax. No episódio de 19 de novembro do NXT, Purrazzo perdeu para Asuka. No episódio de 13 de janeiro de 2016 do NXT, ela participou de uma battle royal para determinar a desafiante número um pelo Campeonato Feminino do NXT. Ela continuou aparecendo ao longo de 2016, perdendo para nomes como Asuka, Emma, Nia Jax e Bayley.
No episódio de 13 de dezembro de 2016 do SmackDown Live, Purrazzo estava programada para enfrentar a campeã feminina do SmackDown, Alexa Bliss. No entanto, Bliss a atacou antes que a luta começasse.
Em 2017, a WWE escolheu Purrazzo como uma reserva para o seu torneio inaugural Mae Young Classic. Ela lutou na segunda noite do torneio em uma luta dark, fazendo equipe com Jessica James para derrotar Nicole Matthews e Barbi Hayden.

#### NXT (2018–2020)
No início de abril de 2018, durante a "WrestleMania Weekend", a WWE ofereceu um contrato a Purrazzo nos bastidores de um show da Shimmer Women Athletes. Embora Purrazzo ainda estivesse sob contrato com a Ring of Honor, ela aceitou e desistiu de sua luta no pay-per-view All In daquele verão (um evento recorde de wrestling independente produzido pelo que viria a se tornar a AEW). O contrato de Purrazzo com a WWE foi anunciado em 31 de maio; na mesma semana, a WWE revelou que ela apareceria no segundo Mae Young Classic. Em 22 de agosto, Purrazzo lutou contra Bianca Belair, mas foi derrotada. Durante o Mae Young Classic, Purrazzo avançou para as quartas de final do torneio, derrotando Priscilla Kelly e Xia Li antes de perder para Io Shirai. Em 26 de dezembro, Purrazzo fez sua estreia no NXT UK, onde desafiou Rhea Ripley pelo Campeonato Feminino do NXT UK, mas não teve sucesso. Após a luta, Ripley atacou Purrazzo até ser resgatada por Toni Storm. Na semana seguinte, Purrazzo lutou contra Storm, mas foi derrotada. Em 16 de dezembro de 2019, Purrazzo apareceu no Raw em uma luta individual contra Asuka, onde foi derrotada. No episódio de 15 de janeiro de 2020 do NXT, Purrazzo atacou Shotzi Blackheart após ser eliminada por ela em uma battle royal, se tornando heel pela primeira vez. Purrazzo teve uma luta sem sucesso contra Blackheart em 29 de janeiro. Ela também lutou contra Tegan Nox pela chance de se qualificar para uma luta de escadas de desafiante número um, mas Nox a derrotou. Purrazzo apareceu no episódio de 6 de abril do Raw em uma luta squash contra a Nia Jax, que estava fazendo seu retorno, onde foi derrotada. Em 15 de abril, a WWE liberou Purrazzo e quase duas dezenas de outros lutadores e produtores. Durante seus dois anos na WWE, Purrazzo teve apenas 16 lutas televisivas. De acordo com Purrazzo, a equipe criativa da WWE acreditava que ela ainda não estava pronta para a televisão.

### Retorno ao Impact Wrestling (2020–2023)

#### Campeã Mundial dasKnockouts(2020–2022)
Após sua liberação pela WWE, a lutadora/produtora do Impact Wrestling, Madison Rayne, entrou em contato com Purrazzo. Um mês depois, Purrazzo apareceu no episódio de 26 de maio do Impact!, em uma promo gravada, se apresentando como "The Virtuosa", uma lutadora com imensa habilidade técnica e certeza de seu sucesso futuro. Sua estreia no ringue foi no episódio de 9 de junho do Impact!, atacando a campeã das Knockouts, Jordynne Grace, e a colocando no Fujiwara armbar para se estabelecer como heel. Em 18 de julho, no Slammiversary, Purrazzo derrotou Grace por submissão para conquistar o campeonato pela primeira vez. Em 24 de agosto, durante a segunda noite do especial Emergence, Purrazzo fez sua primeira defesa de título bem-sucedida contra Grace na primeira luta Iron Man de Knockouts da história do Impact, vencendo por duas quedas a uma. No Victory Road, ela teve outra defesa de título bem-sucedida contra Susie. Em 21 de outubro, foi confirmado que Purrazzo havia assinado um contrato de longo prazo com o Impact Wrestling.

## Persona no wrestling
Purrazzo descreve seu estilo como "muito meticuloso e muito metódico", sempre buscando aplicar sua finalização Fujiwara armbar. Por causa disso, ela é chamada de "The Fujiwara Armbar Specialist" (A Especialista em Fujiwara Armbar). Ela também é conhecida pelo apelido de "The Virtuosa" (A Virtuosa), um nome que ela escolheu por estar procurando um apelido que refletisse suas habilidades técnicas no ringue, mas que também transmitisse feminilidade, elegância e graça para sua persona.

## Vida pessoal
Purrazzo esteve anteriormente em um relacionamento com o lutador profissional inglês Marty Scurll. Em 2020, ela começou a namorar o também lutador profissional e natural de Nova Jérsei Stephen Kupryk, mais conhecido como Steve Maclin. Em 12 de fevereiro de 2022, Purrazzo anunciou que ela e Kupryk estavam noivos. O casal se casou em 10 de novembro de 2022.
Em 1 de agosto de 2023, Purrazzo revelou que obteve seu diploma de Bacharel em Artes em História após se formar pela Southern New Hampshire University.

## Títulos e prêmios
- Dynamite Championship Wrestling
  - DCW Women's Championship (1 vez)[61]
- East Coast Wrestling Association
  - ECWA Women's Championship (1 vez)[62]
  - Torneio ECWA Super 8 ChickFight (2015, 2016)[63][64]
  - Prémio de Fim de Ano da ECWA (4 vezes)
    - Luta do Ano (2016) – vs. Karen Q em 22 de outubro[65]
    - Lutadora Mais Popular (2016)[65]
    - Momento Mais Surpreendente (2016) – por vencer os dois Torneios ECWA Women's Super 8 consecutivos.[65]
    - Lutadora do Ano (2016)[65]
- ESPN
  - ESPN a colocou em #25ª dos 30 melhores lutadores profissionais com menos de 30 anos em 2023[66]
- Game Changer Wrestling
  - GCW Women's Championship (1 vez)[67]
- Impact Wrestling
  - Campeonato das Knockouts do Impact (3 vezes)[68]
  - Campeonato Mundial de Duplas das Knockouts do Impact (1 vez) – com Chelsea Green[69]
  - Homecoming King and Queen Tournament (2021)  – com Matthew Rehwoldt[70]
  - Prêmio de Fim de Ano da Impact (4 vezes)
    - Knockout do Ano (2020, 2021)[71][72]
    - Lutadora do Ano (2020)[71]
    - Luta de Knockouts do Ano (2021) vs. Mickie James no Bound for Glory[72]
- Lucha Libre AAA Worldwide
  - AAA Reina de Reinas Championship (1 vez)[73]
  - Lucha Libre World Cup: Divisão Feminina de 2023 – com Jordynne Grace e Kamille[74]
- Monster Factory Pro Wrestling
  - MFPW Girls Championship (1 vez)[75]
- New York Wrestling Connection
  - NYWC Starlet Championship (1 vez)[76]
- Paradise Alley Pro Wrestling
  - Center Ring Divas Championship (1 vez)
- Pro Wrestling Illustrated
  - PWI a colocou na #3ª posição das 150 melhores lutadoras individuais no PWI Women's 150 em 2021[77]
  - PWI a colocou na #7ª posição das 250 melhores lutadoras individuais no PWI Women's 250 em 2023[78]
- Ring of Honor
  - Campeonato Mundial Feminino da ROH (1 vez)[79]
  - Prêmio de Fim de Ano da ROH (1 vez)
    - Lutadora do Ano (2017)[15][80]